# Резолюция Совета Безопасности ООН 892
Резолюция Совета Безопасности ООН 892 — резолюция Совета Безопасности ООН, единогласно принятая 22 декабря 1993 года, после принятия резолюций 849 (1993), 854 (1993), 858 (1993), 876 (1993) и 881 (1993) по грузино-абхазской войне и Резолюции 868 (1993), касающейся безопасности миротворцев Организации Объединенных Наций, Совет Безопасности обсудил поэтапное размещение 50 военных наблюдателей в Грузии.
Совет Безопасности приветствовал меморандум о взаимопонимании между Грузией и Абхазией, заявив, что расширение международного присутствия в зоне конфликта поможет обеспечить мир. Совет Безопасности также принял к сведению переговоры, состоявшиеся в Москве, и намерение возобновить переговоры в Женеве 11 января 1994 года для разрешения конфликта. В ходе переговоров был достигнут прогресс, и это оправдывало размещение дополнительных военных наблюдателей Организации Объединенных Наций. Однако в то же время была выражена озабоченность по поводу гуманитарной ситуации в Грузии и числа депортированных лиц и беженцев.
После принятия плана поэтапного размещения 50 военных наблюдателей было подтверждено намерение Генерального секретаря Бутроса Бутрос-Гали отправить большее число наблюдателей в случае улучшения ситуации. Совет Безопасности рассмотрит мандат Миссии ООН по наблюдению в Грузии (UNOMIG) на основе прогресса в ходе переговоров. В этой связи сторонам было настоятельно предложено выполнить свои обязательства по меморандуму о взаимопонимании и соглашению о прекращении огня и обеспечить безопасность персонала UNOMIG, приветствуя помощь России в этой области.
Резолюция предполагала призыв к возвращению беженцев и предоставлению гуманитарной помощи гражданскому населению, в то время как международному сообществу было предложено внести свой вклад в гуманитарный призыв Организации Объединенных Наций.